# كورا دايموند
كورا دايموند (بالإنجليزية: Cora Diamond)‏ هي فيلسوفة أمريكية، ولدت في 30 أكتوبر 1937 في نيويورك في الولايات المتحدة.